# Печейкин, Валерий Валерьевич
Валерий Валерьевич Печейкин (род. 7 октября 1984, Ташкент, Узбекская ССР, СССР) — российский драматург, сценарист, журналист, педагог. Драматург театра «Гоголь-центр» (2013—2022). Лауреат литературной премии «Дебют» и конкурса «Новая драма».

## Биография
Окончил Ташкентский государственный экономический университет по специальности «Экономист».
В Ташкенте работал старшим корреспондентом газеты Кабинета министров Узбекистана «Правда Востока» и помощником режиссёра в театре «Ильхом». Совместно с его художественным руководителем Марком Вайлем написал пьесу «Радение с гранатом» (под псевдонимом Дмитрий Тихомиров) о творчестве Александра Николаева, которая впоследствии была поставлена на сцене театра.
В 2007 году переехал в Москву, поступив на Высшие литературные курсы при Литературном институте им. А. М. Горького. Сначала учился на семинаре прозы, затем из-за конфликта с преподавателем Андреем Воронцовым перевелся на семинар драматурга. Через некоторое время, не окончив курсы, прекратил обучение из-за конфликта с преподавателем Инной Вишневской.
Резидент международного семинара для драматургов лондонского театра «Ройал-Корт».
Член Союза писателей России.
В 2013—2022 годах работал драматургом в театре Гоголь-центр. Для спектакля-открытия театра Печейкиным была написана пьеса «День». С 2017 года также был куратором программы «Гоголь+».

## Педагогическая и просветительская деятельность
Преподавал в Высшей школе экономики, школе Майи Кучерской Creative Writing School, Gogol School.
Вёл программу «Культпросвет» в Центре Вознесенского.
Ведущий книжного подкаста Букмейта «Листай вправо».

## Журналистика

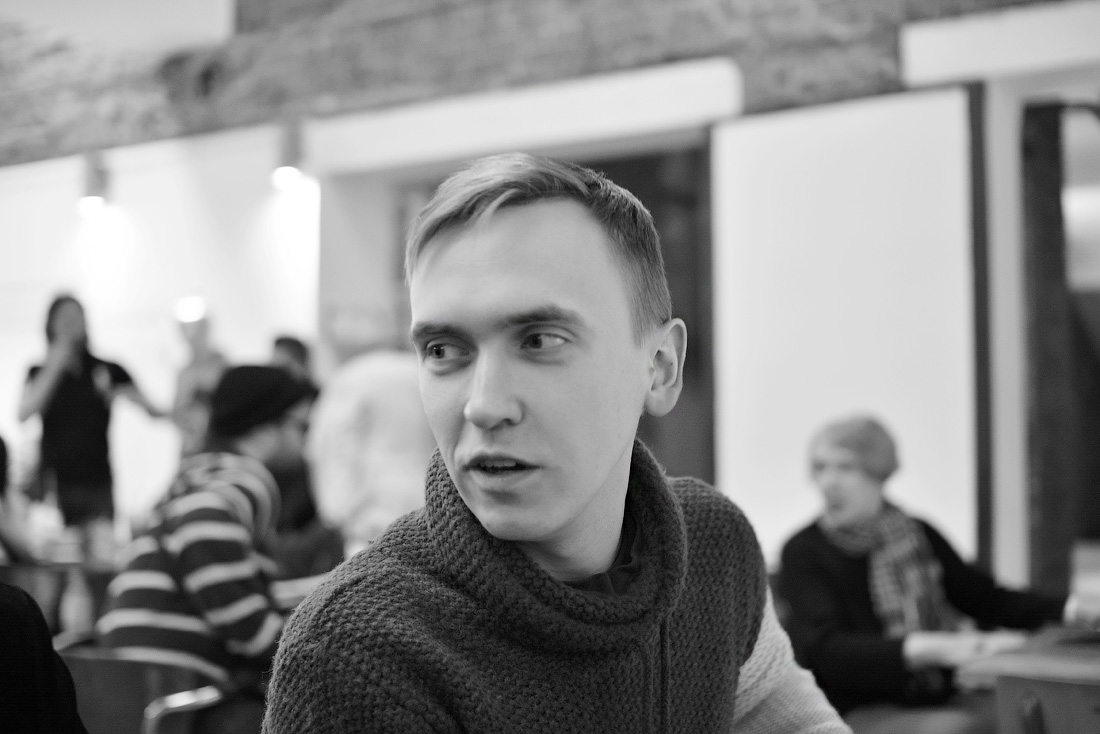
Печейкин в 2013 г.

Колумнист изданий Москвич Mag, GQ, S7, Forbes, Коммерсантъ Lifestyle, Storytel, московского центра Карнеги.

## Награды
Лауреат литературной премии «Дебют» в номинации «Драматургия» (2007) за пьесу «Соколы». Обладатель первого приза фестиваля «Новая драма» за пьесу «Соколы». Финалист конкурса театрального фестиваля «Пять вечеров» имени А. М. Володина (2009) за пьесу «Моя Москва».

## Тексты для постановок
| Год  | Название                | Режиссёр             | Театр                  | Авторство        |
| ---- | ----------------------- | -------------------- | ---------------------- | ---------------- |
| 2006 | «Радение с гранатом»    | Марк Вайль           | Ильхом                 | Драматург        |
| 2008 | «Соколы»                | Елена Рейсс          | Театр.doc              | Автор            |
| 2012 | «Метаморфозы»           | Кирилл Серебренников | Платформа              | Драматург        |
| 2012 | «Сон в летнюю ночь»     | Кирилл Серебренников | Платформа              | Драматург        |
| 2013 | «Публичные чтения»      | Денис Азаров         | Открытая сцена         | Автор            |
| 2013 | «Идиоты»                | Кирилл Серебренников | Гоголь-центр           | Автор            |
| 2014 | «Девять»                | Сергей Виноградов    | Гоголь-центр           | Драматург        |
| 2016 | «Счастливчики»          | Олег Меньшиков       | Театр им. Ермоловой    | Драматург        |
| 2016 | «Кафка»                 | Кирилл Серебренников | Гоголь-центр           | Автор            |
| 2017 | «Бетховен»              | Хуго Эрикссен        | Практика               | Автор            |
| 2018 | «Беги, Алиса, беги»     | Максим Диденко       | Театр на Таганке       | Автор            |
| 2019 | «Боженька»              | Никита Кукушкин      | Гоголь-центр           | Автор            |
| 2019 | «Девушка и Смерть»      | Максим Диденко       | ТЦ «На Страстном»      | Автор            |
| 2019 | «Норма»                 | Максим Диденко       | Театр на Малой Бронной | Драматург        |
| 2021 | «Человек без имени»     | Кирилл Серебренников | Гоголь-центр           | Автор            |
| 2021 | «Левша»                 | Максим Диденко       | Театр наций            | Драматург, автор |
| 2023 | «Рахманинов. Я — здесь» | Денис Азаров         | Зал «Зарядье»          | Драматург        |
| 2023 | «Пиковая дама»          | Юрий Посохов         | Большой театр          | Либреттист       |
| 2024 | «Щелкунчик»             | Владимир Варнава     | Зал «Зарядье»          | Либреттист       |
| 2024 | «Школа этикета»         | Талгат Баталов       | Театр на Малой Бронной | Драматург        |

## Критика
Многие читатели находят в тексте Валерия Печейкина традиции как драматургии ОБЭРИУ, так и наследие последнего советского драматурга Людмилы Петрушевской.
— Руднев Павел

Возможно, лучше всего это получается у Печейкина в пьесе, которая открывает сборник — «Моей Москве». Здесь он собирает все приметы современной российской жизни, нагнетая каждое обстоятельство до безумного предела — и получает адский коктейль из язвительных шуток, фантастических эпизодов и острых социальных высказываний в духе американского мультсериала «SouthPark».— Николай Берман, 

## Публикации
| Год  | Жанр    | Название             | Издание / Издательство                               | Язык                 |
| ---- | ------- | -------------------- | ---------------------------------------------------- | -------------------- |
| 2008 | Пьеса   | «Соколы»             | сборник лауреатов премии «Дебют»                     | русский              |
| 2008 | Рассказ | «ICQ»                | журнал «Урал», № 9                                   | русский              |
| 2009 | Рассказ | «YouTube»            | журнал «Урал», № 9                                   | русский              |
| 2010 | Рассказ | «Trash»              | сборник лауреатов премии «Дебют»                     | перевод на китайский |
| 2011 | Рассказ | «ICQ»                | сборник Das schönste Proletariat der Welt / Suhrkamp | перевод на немецкий  |
| 2011 | Пьеса   | «Моя Москва»         | «Митин журнал», № 65                                 | русский              |
| 2013 | Пьесы   | «Люцифер»            | «Kolonna publications»                               | русский              |
| 2014 | Пьеса   | «Маленький герой»    | «Митин журнал», № 67                                 | русский              |
| 2017 | Пьеса   | «Философы»           | «Esquire» / литературный номер / август              | русский              |
| 2020 | Пьеса   | «Страшное слово»     | «Митин журнал», № 71                                 | русский              |
| 2020 | Проза   | «Росгосвирус»        | «Esquire»                                            | русский              |
| 2020 | Проза   | «Злой мальчик»       | «INSPIRIA»                                           | русский              |
| 2021 | Проза   | «Стеклянный человек» | «INSPIRIA»                                           | русский              |
| 2021 | Проза   | «Работа Федота»      | «Esquire»                                            | русский              |
| 2023 | Проза   | «Пушкин, помоги!»    | «INSPIRIA»                                           | русский              |

## Сценарии
| Год  | Название   | Авторство                 | Режиссёр           |
| ---- | ---------- | ------------------------- | ------------------ |
| 2012 | «Дирижёр»  | (совм. с Павлом Лунгиным) | Павел Лунгин       |
| 2016 | «Дама Пик» | (совм. с Павлом Лунгиным) | Павел Лунгин       |
| 2018 | «Кислота»  | Автор                     | Александр Горчилин |
| 2020 | «Процесс»  | Автор                     | Сергей Кальварский |

| Год  | Название                  | Жанр              | Режиссёр       |
| ---- | ------------------------- | ----------------- | -------------- |
| 2016 | «Звучит музыка»           | Фильм-портрет     | Артем Фирсанов |
| 2016 | «Выходи из комнаты»       | Фильм-портрет     | Артем Фирсанов |
| 2017 | «Времена года»            | Музыкальное видео | Артем Фирсанов |
| 2017 | «Холод»                   | Научно-популярный | Артем Фирсанов |
| 2017 | «Красный день»            | Исторический      | Артем Фирсанов |
| 2018 | «Первая смерть»           | Экспериментальный | Артем Фирсанов |
| 2019 | «Хроника текущих событий» | Видеоинсталляция  | Артем Фирсанов |
| 2019 | «Семь»                    | Драма, комедия    | Артем Фирсанов |

## Пьесы
- 2005 — «Соколы»
- 2008 — «Моя Москва»
- 2009 — «Net»
- 2011 — «Россия, вперёд!»
- 2013 — «Люцифер»
- 2014 — «Боженька»
- 2018 — «Философы»